# Stenalia tonkinea
Stenalia tonkinea es una especie de coleóptero de la familia Mordellidae.

## Distribución geográfica
Habita en Vietnam.